# Amecameca
Amecameca de Juárez – meksykańskie miasto i gmina w stanie Meksyk.
Powierzchnia gminy wynosi 181,72 km², a liczba ludności 31 422. Współrzędne geograficzne Amecameki to 19°7'N 98°45'E. Wysokość bezwzględna gminy jest równa 2480 metrów. Obecnym burmistrzem jest Juan Manuel Guerrero Gutiérrez z Partii Rewolucji Demokratycznej.